# Dundocera angolana
Dundocera angolana is een spinnensoort uit de familie Ochyroceratidae. De soort komt voor in Angola.